# رامز عقله طار
رامز عقله طار هو برنامج كاميرا خفية من إعداد وتقديم رامز جلال عُرض في رمضان 1442 هـ / 2021 على قنوات إم بي سي.
البرنامج من إخراج محمد نصير وإنتاج مجموعة إم بي سي. صُوّرت مقالب البرنامج في العاصمة السعودية الريّاض.

## خلفية عن البرنامج
قدم الممثل المصري رامز جلال 10 برامج مقالب للتلفزيون في السنوات الثمانية الماضية في شهر رمضان، أولها كان عام 2011 عندما قام ببطولة رامز قلب الاسد، ثم توالى في تقديم البرامج المسماة على اسمه الشخصي حيث قدم رامز ثعلب الصحراء في عام 2012 الذي كان في صحراء مصر والذي تعرض لانتقادات شديدة، ورامز عنخ آمون في عام 2013، ورامز قرش البحر في عام 2014، ورامز واكل الجو عام 2015، ورامز بيلعب بالنار عام 2016، ورامز تحت الأرض عام 2017، ورامز تحت الصفر عام 2018، و رامز في الشلال عام 2019، و رامز مجنون رسمي عام 2020، ليعود ببرنامج رامز عقله طار.

## فكرة المقلب
احضار الضيف على انه سيدخل ملاهي في الرياض ثم يقابل حسن العسيري ويجربون بعض الألعاب وبعدها يقابل المذيعة سارة مراد ويعمل لقاء صحفي ويركب كبسولة الخطر ويكون رامز جلال قد غير مظهره ويركب مع الضيف وتترتفع الكبسولة في الجو وتبدأ مرحلة الخطر حيث تبدا الكبسولة بالارتفاع وبعدها يكون الضيف في المقعد ولكن تفتح الشبابيك والأرضية الزجاجية حيث يرى الضيف جميع ما تحت الكبسولة ويخاف وتبدا الكبسولة بإخلال نظامها ثم تبدا بالارتجاج وبعدها يفتح رامز باب الكبسولة ويلقي الضيف من الكبسولة في الماء وبعدها يلقي رامز نفسه من الكبسولة ويخلع قناعه ويوضح للضيف انه كان مقلب.

## ضيوف البرنامج
| رقم الحلقة | ضيف الحلقة           | البلد                | المهنة               |
| ---------- | -------------------- | -------------------- | -------------------- |
| 1          | أحمد سعد             | مصر                  | مغني                 |
| 2          | رمضان صبحي           | مصر                  | لاعب كرة قدم         |
| 3          | حمو بيكا             | مصر                  | مغني مهرجانات        |
| 3          | لورديانا             | البرازيل             | راقصة                |
| 4          | ويزو                 | مصر                  | ممثلة                |
| 5          | محمد مجدي قفشة       | مصر                  | لاعب كرة قدم         |
| 6          | دينا الشربيني        | مصر                  | ممثلة                |
| 7          | فهد المولد           | السعودية             | لاعب كرة قدم         |
| 8          | محمد عبد الرحمن      | مصر                  | ممثل                 |
| 9          | محمد هنيدي           | مصر                  | ممثل                 |
| 10         | أحمد مالك            | مصر                  | ممثل                 |
| 11         | إسلام إبراهيم        | مصر                  | ممثل                 |
| 12         | معتصم النهار         | سوريا                | ممثل                 |
| 13         | ريم مصطفى            | مصر                  | ممثلة                |
| 14         | محمد هاني            | مصر                  | لاعب كرة قدم         |
| 15         | ريم عبدالله          | السعودية             | ممثلة                |
| 16         | كريم عفيفي           | مصر                  | ممثل                 |
| 17         | سمية الخشاب          | مصر                  | ممثلة                |
| 18         | طارق يحيى            | مصر                  | مدرب كرة قدم         |
| 19         | ملك قورة             | مصر                  | ممثلة                |
| 20         | حمادة هلال           | مصر                  | مغني، ممثل، ملحن     |
| 21         | جميلة عوض            | مصر                  | ممثلة                |
| 22         | محمود جنش            | مصر                  | حارس مرمى            |
| 23         | أسماء لمنور          | المغرب               | مغنية                |
| 24         | مروان محسن           | مصر                  | لاعب كرة قدم         |
| 25         | نسرين طافش           | سوريا                | ممثلة                |
| 26         | علي العلياني         | السعودية             | إعلامي               |
| 27         | نهلة سلامة           | مصر                  | ممثلة                |
| 28         | رحاب الجمل           | مصر                  | ممثلة                |
| 29         | كواليس البرنامج      | كواليس البرنامج      | كواليس البرنامج      |
| 30         | ملخص الحلقات السابقة | ملخص الحلقات السابقة | ملخص الحلقات السابقة |

## البث والإصدار
في 12 نيسان/أبريل تم إطلاق المقطع الدعائي للبرنامج الذي سيعرض في رمضان على
- إم بي سي مصر
- إم بي سي 1
- إم بي سي 5
- إم بي سي العراق

## أهم الشخصيات
بعد مساعدة أروى والمذيعة روان فرحات لرامز في برنامجه الرمضاني لعام 2020 رامز مجنون رسمي ساعده الممثل والمنتج حسن عسيري والمذيعة سارة مراد في برنامجه رامز عقله طار.